# 4622 Solovjova
A 4622 Solovjova (ideiglenes jelöléssel 1979 WE2) egy kisbolygó a Naprendszerben. Ljudmila Ivanovna Csernih fedezte fel 1979. november 16-án.